# Реч (филм)
Реч (дан. Ordet) је дански драмски филм из 1955. године, режисера, сценаристе и продуцента Карла Теодора Драјера. Заснован на истоименој представи Каја Мунка, филм прати Мортена Боргена, удовца и покровитеља локалне цркве који мора да се носи са своја три сина, који, сваки на свој начин, изазивају очев светоназор; један намерава да се ожени ћерком вође локалне фундаменталистичке секте, други исказује агностичке ставове, а трећи је након студија филозофије полудео и умислио да је Исус Христ.
Ово је био једини Драјеров филм који је постигао и критички и комерцијални успех. Освојио је награду Златни лав на Филмском фестивалу у Венецији, а многи критичари га сматрају ремек-делом, нарочито због своје фотографије. На анкети најбољих филмова свих времена коју је 2012. спровео часопис Sight and Sound, филм се нашао на 19. месту на листи редитеља, док је на листи критичара заузео 24. позицију.

## Радња
У средишту филма је породица Борген у руралној Данској током јесени 1925. године. Побожни удовац Мортен, глава породице, истакнути члан заједнице и покровитељ локалне парохијске цркве, има три сина. Микел, најстарији, неверник, срећно је ожењен побожном Ингер, која је трудна са њиховим трећим дететом. Јоханес, који је био инспирисан Светим духом након проучавања Серена Киркегора, верује да је Исус Христ и лута фармом. Он осуђује недостатак вере тог доба, укључујући и ону његове породице и новог сеоског пастора са модерним погледима на свет. Најмлађи син Андерс је заљубљен у ћерку вође локалне фундаменталистичке секте.
Андерс признаје Микелу и Ингер да воли Ану Петерсен, ћерку кројача Петера. Они се слажу да убеде Мортена да пристане на њихову везу. Касније, Ингер покушава да убеди Мортена да дозволи Андерсу да се ожени Аном. Мортен љутито одбија, али се предомисли када сазна да је Петер одбио Андерсову понуду. Мортен и Андерс одлазе Петеру, како би преговарали о веридби.
Мортен покушава да убеди Петера да дозволи брак, али он наставља да одбија, осим ако се Мортен и Андерс не придруже његовој цркви. Док дискусија скреће у секташке препирке, Мортен сазнаје да је Ингер почела да се порађа. Петер каже да се нада да ће Ингер умрети, јер ће можда тада Мортен увидети грешку свог пута и придружити се његовој цркви. Бесан на Петерове коментаре, Мортен га напада и изјури са Андерсом; њих двојица журе кући. Иако доктор не може да спаси бебу, он је у стању да спаси Ингерин живот. Након што доктор и пастор оду, Јоханес наљути свог оца говорећи му да је смрт близу и да ће узети Ингер, осим ако Мортен не поверује у њега. Мортен одбија да слуша и, како је проречено, Ингер изненада умире.
Припремајући се да оде на Ингерину сахрану, Петер схвата да је нанео ужас Мортену и мири се са њим крај Ингериног отвореног ковчега, пристајајући да дозволи Ани и Андерсу да се венчају. Јоханес изненада прекида бдење, прилази Ингерином ковчегу и изјављује да она може да васкрсне из мртвих само ако породица има вере и замоли Бога да то учини. Ингерина ћерка узима Јоханеса за руку и нестрпљиво га моли да подигне њену мајку из мртвих. Јоханес хвали њену детињу веру и моли Бога да подигне Ингер, која почиње да дише и да се трза у свом ковчегу. Видећи оно што изгледа као чудо васкрсења, и Мортен и Петер се радују, заборављајући на своје верске разлике. Док Ингер устаје, Микел је грли и изјављује да је коначно пронашао веру.

## Улоге
| Глумац              | Улога            |
| ------------------- | ---------------- |
| Хенрик Малберг      | Мортен Борген    |
| Емил Хас Кристенсен | Микел Борген     |
| Бригит Федерспил    | Ингер Борген     |
| Пребен Лердорф Ри   | Јоханес Борген   |
| Кеј Кристијансен    | Андерс Борген    |
| Ејнер Федерспил     | Петер Петерсен   |
| Герда Нилсен        | Ана Петерсен     |
| Силвија Екхаусен    | Кирстин Петерсен |
| Ове Руд             | пастор           |